# Luasz

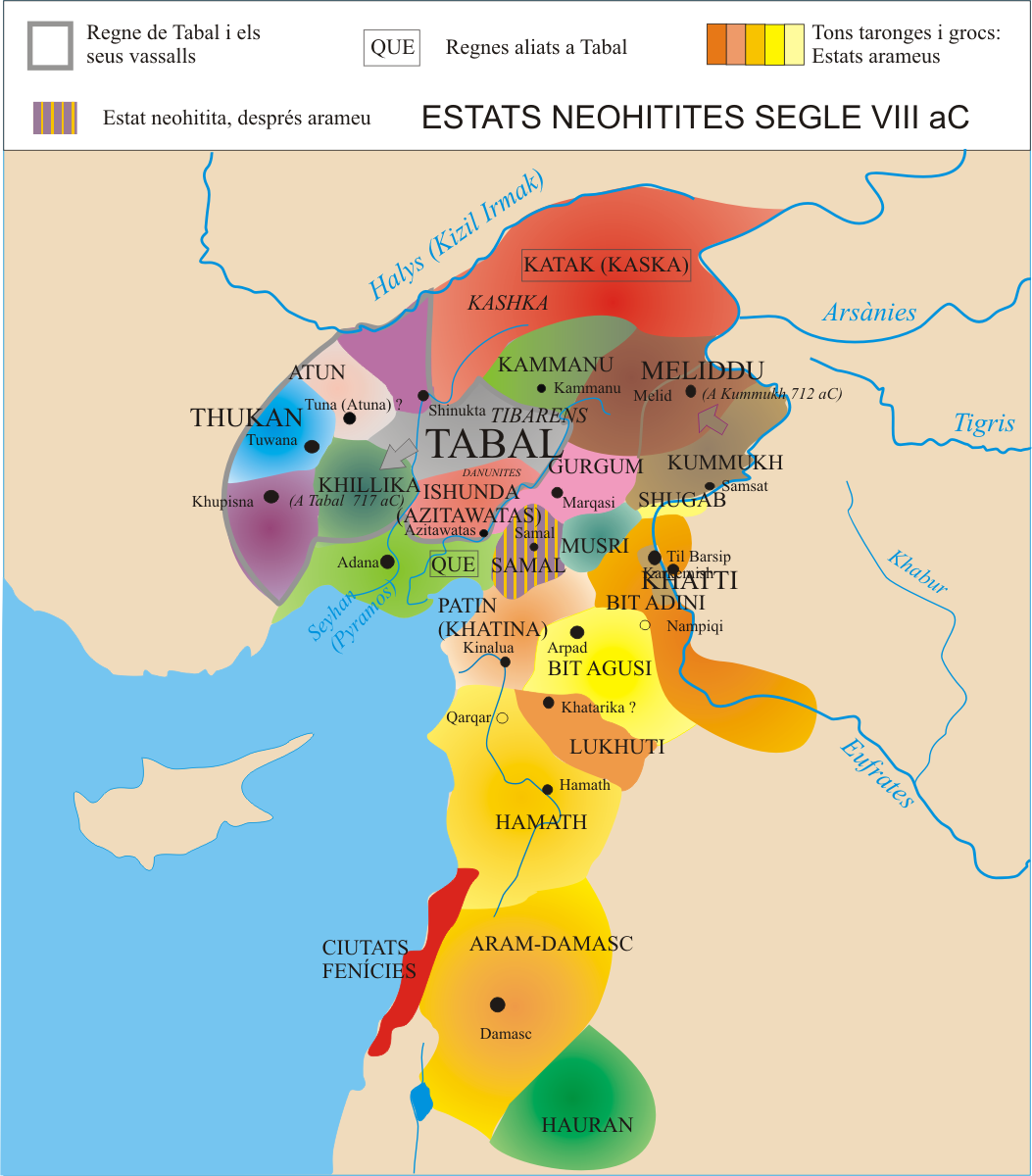
Mapa Syropalestyny w VIII w. p.n.e. z zaznaczonym królestwem Luasz/Luhuti (między Bit-Agusi a Hamat) i jego stolicą Hatarikką

Luasz, Lu'asz (aram. l'š), Luhuti (akad. kurLuḫuti) – w 1 połowie I tys. p.n.e. królestwo w północno-zachodniej Syrii, leżące na północ od królestwa Hamat. Stolicą Luasz było miasto Hatarikka (też Hazrek, wsp. Tell Afis?).

## Dzieje
Królestwo Luasz pojawia się pod nazwą Luhuti w inskrypcjach asyryjskiego króla Aszurnasirpala II (883-859 p.n.e.) w kontekście jego wyprawy wojennej, którą poprowadził on w 870 r. p.n.e. przeciw królestwom Syropalestyny. Po podporządkowaniu sobie Lubarny, króla północnosyryjskiego królestwa Pattin (asyryjskie Unqi), który złożył mu trybut w mieście Kinalua, swej stolicy, Aszurnasirpal II ruszył na południe wzdłuż Orontesu, zajmując należące do królestwa Pattiny miasto Aribua. Stało się ono jego bazą wypadową w ataku na leżące na południe od niego królestwo Luhuti. Aszurnasirpal II twierdzi w swych inskrypcjach, iż zdobył i zniszczył miasta Luhuti, a pojmanych w czasie walk jeńców kazał wbić na pale ustawione przed ich miastami. 
Luhuti pojawia się również w „inskrypcji tronowej” Salmanasara III (858-824 p.n.e.), w której szczyci się on swymi podbojami „od Górnego do Dolnego Morza, krajów Hatti (tj. północnosyryjskich królestw), Luhuti, kurimēri (tj. królestwa Damaszku), Lubnany (tj. Libanu), Que, Tabal i Melid”.
Ok. 796 r. p.n.e. Luasz włączone zostało do królestwa Hamat przez Zakkura, króla Hamat. Informacja ta pochodzi z inskrypcji na steli Zakkura, odkrytej w 1903 w Tell Afis. Zdaniem niektórych badaczy Luasz stanowić mogło północną prowincję Hamat już w czasach Salmanasara III lub nawet wcześniej.